# Santo Gioffrè
Santo Gioffrè (Seminara, 13 maggio 1954) è un medico, scrittore e politico italiano.

## Biografia
È nato il 13 maggio 1954 a Seminara, città di ispirazione delle sue ricerche storiche e della sua narrativa. 
Ha iniziato i suoi studi nel seminario vescovile di Mileto fino al primo anno delle scuole medie per poi completarle a Seminara. A Palmi frequenta il liceo classico Nicola Pizi. Si laurea in medicina e chirurgia all'Università degli Studi di Messina nel 1981. Quattro anni dopo si specializza in ginecologia ed ostetricia nella stessa università. È stato eletto più volte consigliere al Comune di Seminara e, dal 1994, due volte Consigliere provinciale nel collegio Seminara - Delianuova di cui ha ricoperto la carica come assessore alla cultura della provincia di Reggio Calabria. 
Nel 1999 pubblica il primo romanzo storico Gli Spinelli e le Nobili Famiglie di Seminara, nel periodo del terremoto del 1783 ma il successo gli arriva con Artemisia Sanchez, di cui è tratta la miniserie televisiva, andata in onda sulla Rai nel 2008.
Nel 2015 viene nominato dalla giunta Oliverio come commissario straordinario dell'ASP di Reggio Calabria. È stato il primo a denunciare le anomalie dei pagamenti all'ASP di Reggio Calabria che porterà la stessa azienda sanitaria ad essere sciolta per infiltrazione mafiosa.
A lui si deve il ritrovamento di una lapide marmorea, adesso custodita nella Basilica della Madonna dei poveri, citata da Tommaso Aceti nel suo commentario dell'opera di Barrio sulla Calabria (1737). Da un bassorilievo del 1574 Gioffré ha tratto ispirazione per il Corteo Storico che rievoca l'entrata trionfale di Carlo V a Seminara. Il Corteo è diventato un evento annuale.

## Opere
- Santo Gioffrè, Gli Spinelli e le Nobili Famiglie di Seminara, Vibo Valentia, Monteleone, 1999, ISBN 9788880270386.
- Santo Gioffrè, Leonzio Pilato, Catanzaro, Rubbettino, 2007, ISBN 9788849818543.
- Santo Gioffrè, Artemisia Sanchez, Milano, Mondadori, 2008, ISBN 9788804563921.
- Santo Gioffrè, La terra rossa, Catanzaro, Rubbettino, 2010, ISBN 9788849828887.
- Santo Gioffrè, Il Gran Capitán e il mistero della Madonna nera, Catanzaro, Rubbettino, 2014, ISBN 9788849843323.
- Santo Gioffrè, L'opera degli ulivi, Roma, Castelvecchi, 2018, ISBN 9788832823318.
- Santo Gioffrè, Ho visto, Roma, Castelvecchi, 2020,  p. 64, ISBN 9788832903201.
- Santo Gioffrè, Fadia, Roma, Castelvecchi, 2022,  p. 144, ISBN 9788832908213.

## Premi
Artemisia Sanchez
- Premio Efebo D'oro 2009[14]

La terra rossa
- Premio Tulliola-Renato Filippelli 2021[15]